# ستيف تومسون
ستيف تومسون (بالإنجليزية: Steve Thompson)‏ (و. 1978  م) هو لاعب اتحاد الرغبي، من المملكة المتحدة، يلعب كصائد ‏.
ستيف والتر كما كان يُدعى سابقاً المولود في 15 يوليو 1978 في هيميل هيمبستيد ، بدأ لعب الرجبي في سن الخامسة عشر في مدرسة نورثهامبتون للبنين ونادي نورثامبتون كاجوال للرجبي ثم واصل ستيف اللعب في نورثهامبتون أولد سكوتس جنبًا إلى جنب مع بن كوهين حيث كان ناجح للغاية مع فريق الشباب حينذاك كما تدرب أيضًا مع قسم الشباب في فريق Saints وفي سن 18 تم اختياره لمخطط المتدرب في أكاديمية النادي كصف خلفي للأمام

## جوائز
حصل على جوائز منها:
- عضو رتبة الإمبراطورية البريطانية.

## روابط خارجية
- ستيف تومسون على موقع دوري الرغبي الممتاز (الإنجليزية)
- ستيف تومسون عل موقع إسبنسكروم (الإنجليزية)
- ستيف تومسون على موقع ItsRugby.co.uk (الإنجليزية)